# Диагональный функтор
Диагональный функтор — функтор, в некотором смысле являющийся обобщением декартовой степени множества.
Диагональный функтор {\displaystyle \Delta \colon {\mathcal {C}}\rightarrow {\mathcal {C}}^{\mathcal {J}}} ({\displaystyle {\mathcal {C}}^{\mathcal {J}}} — категория функторов из малой категории {\displaystyle {\mathcal {J}}} в произвольную категорию {\displaystyle {\mathcal {C}}}) сопоставляет каждому объекту категории {\displaystyle {\mathcal {C}}} постоянный функтор, отправляющий все объекты {\displaystyle {\mathcal {J}}} в этот объект, а все морфизмы — в тождественный морфизм. Каждому морфизму в {\displaystyle {\mathcal {C}}} он сопоставляет очевидное естественное преобразование функторов. Часто рассматривают случай, когда {\displaystyle {\mathcal {J}}} — дискретная категория из двух объектов, в этом случае получается функтор {\displaystyle {\mathcal {C}}\rightarrow {\mathcal {C}}\times {\mathcal {C}}}.
Диагональный функтор предоставляет способ определить пределы и копределы функторов. Операция взятия предела диаграммы типа {\displaystyle {\mathcal {J}}} (если все пределы этого типа в категории существуют) — это функтор {\displaystyle {\mathcal {C}}^{\mathcal {J}}\rightarrow {\mathcal {C}}}, оказывается что функтор предела является правым сопряжённым к диагональному функтору. Соответственно, функтор копредела, если все копределы нужного типа существуют, — левый сопряжённый к диагональному.